# 米哈伊尔·德拉特文
米哈伊尔·伊万诺维奇·德拉特文（俄语：Михаил Иванович Дратвин，1897年11月21日—1953年12月12日）苏联中将，第一次世界大战期间被征入俄罗斯帝国军队。1919年加入俄共（布）。随后，他成为军事情报和信号领域的专家，在苏联多所军事学院任教，第一次国共内战来华担任军事顾问，中国抗日战争期间为蒋介石担任顾问。他参加了第二次世界大战，并在战争结束后担任苏联驻德国军事管理机构的职员。